# Chris Macari

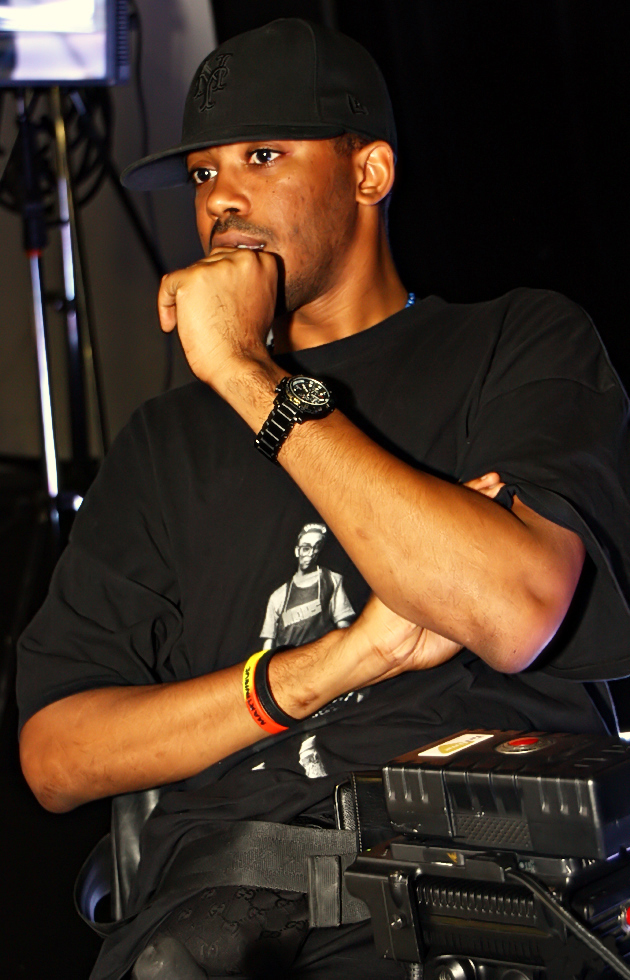
Chris Macari (2009)

Christian Gabriel Ledru Macari (*  8. Februar 1980) ist ein französischer Regisseur und seit 2004 aktiver Videoproduzent.

## Leben
Macari wurde in Créteil im Département Val-de-Marne geboren. Er absolvierte ein Studium der Graphischen Kunst in Paris und schloss dieses im Jahr 2003 ab.
Macari hat bis dato über fünfzig Musikvideos für verschiedene namhafte Hip-Hop-Künstler wie Snoop Dogg, Bushido, Booba, Fler und La Fouine gedreht.

## Musikvideos
- September 2017: „Raicalle Gang“ – Mortel
- September 2014: „3G“ – Booba
- April 2014: „Level“ – Fler
- April 2014: „Une vie“ – Booba
- November 2013: „Parlons Peu“ – Booba
- Oktober 2013: „63“ – Kaaris
- September 2013: „RTC“ – Booba
- September 2013: „Dès Le Départ“ – Kaaris
- September 2013: „Paradis ou Enfer“ – Kaaris
- September 2013: „Interview & Zenith Live“ – Booba
- August 2013: „Where It At“ – Waka Flocka Flame
- August 2013: „High Heels“ – Fler featuring Jihad & Animus
- März 2013: „Chrome“ – Fler
- März 2013: „Binks“ – Kaaris
- Januar 2013: „Maitre Yoda“ – Booba
- Januar 2013: „Zoo“ – Kaaris
- Dezember 2012: „Kalash“ – Booba featuring Kaaris
- November 2012: „Tombé pour elle“ – Booba
- Oktober 2012: „Hinter blauen Augen“ – Fler
- September 2012: „Caramel“ – Booba
- September 2012: „Nummer Eins“ – Fler
- August 2012: „Vlog Geneve La Reunion“ – Booba
- Juli 2012: „Zoe Bras/Zoe In Me“ – Gato Da Bato
- Juli 2012: „Vlog La Guadeloupe Montreal“ – Booba
- Juni 2012: „Scarface Remix“ – Tyla
- Mai 2012: „A4“ – Booba
- Mai 2012: „Ni++er“ – Mac Tyer featuring Despo'Rutti
- April 2012: „Vlog Congo Part.2“ – Booba
- April 2012: „Casque Integral“ – Dosseh & Kozi
- April 2012: „Vlog Congo Part.1“ – Booba
- März 2012: „Classico“ – Rim'K
- Februar 2012: „Portrait Robot“ – Rim K
- Februar 2012: „Dans Ton Kwaah“ – Niro
- Dezember 2011: „Corner“ de Gato Da Bato featuring Booba
- Dezember 2011: „Hors Catégorie“ – Niro
- Dezember 2011: „Vaisseau Mère“ – Booba
- November 2011: „Gingerwine“ – Nessbeal
- November 2011: „La nébuleuse des aigles“ – Nessbeal featuring Isleym
- November 2011: „Africa Shootez Ballon (Official Song of the CAN Orange 2012)“ – Jon Loo K
- November 2011: „Paname“ – Booba
- Oktober 2011: „Ce N'Etait Pas Le Deal“ – Mac Tyer
- Oktober 2011: „Cruella“ – Shay featuring Booba
- Oktober 2011: „Gunshot“ – Nessbeal
- Oktober 2011: „Bakel City Gang“ – Booba
- August 2011: „L'histoire d'un mec qui coule“ – Nessbeal
- Juni 2011: „Comme Une Etoile“ – Booba
- April 2011: „Régime Militaire“ – Abou2ner
- April 2011: „Killer“ – Booba
- April 2011: „Le Legiste“ – Kaaris
- April 2011: „Leader“ – OGB featuring IAM & Mafia K'1 Fry
- März 2011: „Saddam Hauts de Seine“ – Booba
- Januar 2011: „Abracadabra“ – Booba
- Dezember 2010: „On pense a vous“ – 113 featuring Amel Bent
- November 2010: „Ma Couleur“ – Booba
- Oktober 2010: „Jour De Paye“ – Booba
- Oktober 2010: „Chez Nous“ – Les Associés
- Oktober 2010: „Weg eines Kriegers“ – Berlins Most Wanted
- September 2010: „Berlins Most Wanted“ – Berlins Most Wanted
- September 2010: „Caesar Palace“ – Booba
- August 2010: „Mali Debout“ – Mokobe
- Juli 2010: „Dinguerie“ – 113
- Juni 2010: „Golo“ – La Comera
- Juni 2010: „Ca Chante“ – SMOD
- Juni 2010: „Lamborghini“ – Green
- Mai 2010: „Nu Lajan“ – Gato Da Bato featuring Booba
- Mai 2010: „Dangeroots“ – Despo Rutti
- April 2010: „Tony A Tué Manny“ – Mac Tyer
- April 2010: „Redemption“ – Despo Rutti
- April 2010: „Viser La Victoire“ – Admiral T featuring Medine & La Fouine
- März 2010: „Chacun Son Vice“ – Alonzo (featuring Ekila)
- März 2010: „Ca Bouge Pas“ – Nessbeal
- März 2010: „Here Comes Damani“ – Damani featuring Snoop Dogg
- März 2010: „So“ (aufgenommen im Dezember 2006) – Mac Tyer
- März 2010: „Créature Ratée“ – Casey
- Februar 2010: „Foetus“ – Booba
- Februar 2010: „Braquage Vocal“ – Alonzo
- Dezember 2009: „Banlieue Sale“ – La Fouine (featuring Nessbeal)
- Dezember 2009: „Je suis le quartier“ – Alonzo
- November 2009: „Krav Maga“ – La Fouine
- Oktober 2009: „Rats Des Villes“ – Booba
- Juni 2009: „Double Poney“ – Booba
- Juni 2009: „Bande A Part“ – Mala
- Mai 2009: „Sévère“ – Rohff
- Mai 2009: „We We We“ – Seth Gueko
- April 2009: „Le Son Des Capuches“ – Seth Gueko
- März 2009: „Amnezia“ – Nessbeal
- März 2009: „Truc De Ouf“ – Kennedy
- Februar 2009: „Game Over“ – Booba
- Februar 2009: „Mauvais Œil Dans Le Périmètre“ – Mac Tyer
- Januar 2009: „Aigle Royal“ – Dosseh
- Januar 2009: „Discret“ – AP
- Dezember 2008: „Rap Game“ – Rohff
- November 2008: „Progress“ – Rohff featuring Junior Reid
- Oktober 2008: „Ghetto Boyz/Vroum Vroum“ – Mac Tyer
- Juli 2008: „Terrain Vague“ Rim K
- Juni 2008: „Le Loup Dans La Bergerie“ – Nessbeal
- Juni 2008: „On Aime ca“ – Nessbeal
- April 2008: „RSC (rois sans couronne)“ – Nessbeal
- März 2008: „Hustler“ – Krys (featuring Vybz Kartel + Aidonia)
- Februar 2008: „Dernière Chance“ – Lea Castel (featuring Soprano)
- Februar 2008: „Laisse Moi Dans Mon Bunker“ – Fat Taf (featuring Despo'Rutti)
- Januar 2008: „Parloir Fantôme“ – Rim K featuring Sefyu
- Dezember 2007: „Clandestino“ – Rim K
- November 2007: „Le Combat Continue part III“ – Kery James
- Oktober 2007: „Safari“ – Mokobe
- September 2007: „L'Espoir des Favelas“ – Rim K
- Juli 2007: „Elle M'Envie“ – Princess Lover
- Juli 2007: „Mon Soleil (New Version)“ – Princess Lover
- Mai 2007: „Paroles de Soninke“ – Mokobe, 113
- März 2007: „Balance Toi“ – Tony Parker
- Januar 2007: „Chez Moi“ – Casey
- November 2006: „Bolides“ – Despo Rutti
- Oktober 2006: „Vini“ – Tina
- September 2006: „Please Love Me“ – Marco Polo
- Juni 2006: „9.3. Tu Peux Pas Test“ – Mac Tyer
- Juni 2006: „Emeutiers“ – Insurrection
- Mai 2006: „Cliches“ – Mac Kregor
- April 2006: „Ali & Marisa“ – Lovely
- April 2006: „Trafic de Stereotypes“ – Despo Rutti
- April 2006: „Stop“ – Hiroshimaa
- Januar 2006: „7eme Ciel“ – Jamice
- Januar 2006: „Fermes Tes Yeux“ – 2 Wayz
- Dezember 2005: „Juste Nous“ – Ali Angel
- Oktober 2005: „Snake Me“ – Warren
- Oktober 2005: „Je te Donne“ – Warren
- September 2005: „Vitry Nocturne“ – 113
- Juni 2005: – „Ailleurs“ West Isle
- April 2005: „On Ira Bien“ – LS
- Februar 2005: „Rap & Biz“ – Weedy
- Januar 2005: „Invincible“ – O.G Plasm
- Januar 2005: „Madd Thing“ – Madd Youths Records
- September 2004: „Pa meny.. Mwen“ – Tendance 09 vol.1
- September 2005/April 2006: „Morgane de Clara“ – Clara Morgane
- Dezember 2004: Schulfilm für Supinfo – Institute of Information Technology
- August 2004: „Je Doute“ – Tendance 09 vol.1
- August 2004: „Dommage“ – Tendance 09 vol.1
- 2003: „The Letter“ – Tchimbe Raid Production